# أرز أتودلدو

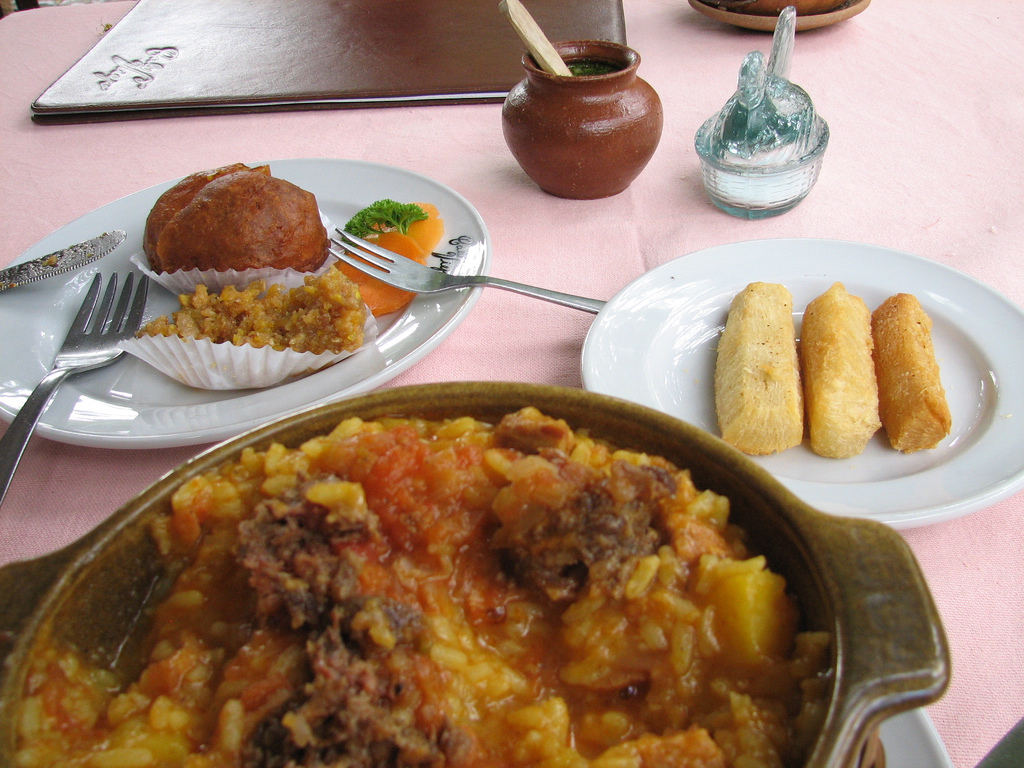
أرز أتودلدوا

أرز أتودلدو: هو طبق للمطبخ الكولومبي من كالي، كولومبيا والمنطقة المحيطة بها. إنه طبق نموذجي لقسم إدارة فالي ديل كاوكا. وبصرف النظر عن الأرز، فإنه يحتوي على الدجاج ولحم الخنزير والبطاطا من أنواع مختلفة ، والخضروات والتوابل. يمكن تقديم أرز أتودلدو مع الفطائر المقلية المقلية وصلصة hogao والنقانق.
تم توارث هذا الطعام النموذجي من الإسبانية. في كولومبيا ، تم تكييف هذه الوصفة اللذيذة أساسًا من وادي كوكا والساحل. في البداية ، تم وضعه في أوقات البذر والحصاد من قبل قبائل Guapi.
من السهل الحصول على المكونات : اثنين من الفلفل الأحمر واثنين من الفلفل الأصفر ، واثنين من البصل الأبيض، كوبين من الطماطم ، مكعبات في مربعات صغيرة ، والجزر والبازلاء ، واثنين من كوب من الأرز ، واثنين من صدور الدجاج ، ولحم الخنزير المقدد أو النقانق والملح ليتذوق.
```
لإعداد هذه الوصفة يتم تقطيع جميع أنواع اللحوم ، ثم طهي الخضراوات والدجاج والأرز وأخيراً يتم خلط كل شيء. يتم تقديم الأرز مع باتاكون أو البطاطس المقلية. يتم إعداد هذا الأرز عادة في مناسبات خاصة. إنه مالح وله ملمس دسم قليلاً (لطيف) وجزء من اللحم يمكن أن يكون مقرمشًا. وعموما ، تم اختيار هذا الطبق التقليدي في كولومبيا.
```